# Либкнехта
Либкнехта, имени Либкнехта — хутор в Николаевском районе Волгоградской области России. Входит в состав Барановского сельского поселения. Население 24 чел. (2010), национальное большинство — 44 % (2002) — казахи.

## История
В соответствии с Законом Волгоградской области от 14 февраля 2005 года № 1005-ОД хутор вошёл в состав образованного Барановского сельского поселения.

## География
Расположен на северо-востоке региона, по левобережью Волгоградского водохранилища, в пределах степной зоны Низкого Заволжья.
Уличная сеть состоит из одного географического объекта: ул. Либкнехтовская.
Абсолютная высота 26 метров над уровнем моря.

## Население
| 2010 |
| ---- |
| 24   |

Гендерный состав
По данным Всероссийской переписи населения 2010 года в гендерной структуре населения из 24 человек мужчин — 14, женщин — 10 (58,3 и 41,7 % соответственно).
Национальный состав
Согласно результатам переписи 2002 года, в национальной структуре населения
казахи составляли 44 %, чеченцы 29 % от общей численности населения в 54 чел..

## Инфраструктура
Личное подсобное хозяйство.
Ведется газификация хутора. Строительство газопровода в х. Либкнехта включено в областную целевую программу «Газификация Волгоградской области на 2013—2017 годы»

## Транспорт
стоит на автодороге муниципального значения. Просёлочные дороги.